# Vyasa
Vyasa (en sànscrit, arranjador o compilador) és el nom que rep l'autor mític del Mahabharata, que hauria escrit cap al 3000 aC segons els textos de l'hinduisme. El Mahabharata és la seva gran obra poètica, i la va compondre en un període de dos anys i mig, suposadament dictant-la al seu escriba Ganeixa, el déu elefant. Posteriorment, hauria compilat uns quants dels puranes, tasca que continuaria el seu fill Xuka.
Vyasa, també anomenat Krixna Dvaipayana, és fill de Satyavati i el savi Paraxara. Els seus pares van tenir un encontre en una illa a prop del riu Yamuna, on naixeria Vyasa nou mesos després. Va créixer als boscos, vivint amb ermitans que li van ensenyar els Vedes (antiga literatura sagrada de l'Índia). En poc de temps, va esdevenir adult i va portar una vida d'asceta, dedicat a la meditació, fins que va poder escriure els grans textos religiosos amb ajuda dels déus.
Vyasa també és considerat per molts hindús com una encarnació parcial (aṃśa-avatāra) del déu Vixnu i el compilador dels mantres dels Vedes en quatre vedes, així com l'autor dels divuit Puranes i dels Brama Sutras. És un dels set Chiranjeevis immortals, la qual cosa implica que encara és viu en l'actual Kali Yuga.

## Nom
El nom de naixement de Vyasa és Krixna Dvaipayana, que possiblement es refereix a la seva pell fosca i lloc de naixement, encara que se'l coneix més comunament com Veda Vyāsa ja que ha compilat l'únic i etern Veda en quatre llibres separats Rigveda, Samaveda, Yajurveda i Atharvaveda.
La paraula «Vyasa» es refereix a «compilador» o «arranjador» i també significa «separació» o «divisió». Altres significats són «dividir», «diferenciar» o «descriure». També és un títol, donat a «un savi sant o un docte pietós», i aplicat a «persones distingides pels seus escrits».
Swami Vivekananda expressa l'opinió que Vyasa pot no haver estat una sola persona, sinó un llinatge de savis que es conformaven simplement a desenvolupar les idees sense reclamar crèdit, ja que estaven lliures del desig dels resultats del seu treball i, per tant, atribuïen l'autoria a Vyasa. Diu que Vyasa, essent només un títol, qualsevol que compongués un nou Purana era conegut amb el nom de Vyasa.
Els hindús sostenen tradicionalment que Vyasa va subcategoritzar el Veda únic primordial per produir quatre parts com a col·lecció canònica. Per això es va anomenar Veda Vyasa, o «Divisió dels Vedas», la divisió va ser una gesta que va permetre a la gent entendre el coneixement diví dels Veda.
El Vixnú Purana elabora el paper de Vyasa en la cronologia hindú. La visió hindú de l'univers és la d'un fenomen cíclic que arriba a l'existència i es dissol repetidament. Cada cicle de kalpa està presidit per un nombre de Manus, un per a cada manvantara, i cada manvantara té un nombre de Cicles Yuga, cadascun amb quatre edats yuga de virtuts en declivi. El Dvapara Yuga és el tercer iuga. El Vixnú Purana (Llibre 3, Cap 3) diu:
| « | En cada tercera edat mundial (Dvapara), Vixnú, en la persona de Vyasa, per tal de promoure el bé de la humanitat, divideix el Veda, que és pròpiament només un, en moltes porcions. Observant la perseverança, l'energia i l'aplicació limitades dels mortals, fa quatre vegades el Veda, per adaptar-lo a les seves capacitats; i la forma corporal que assumeix, per tal d'efectuar aquesta classificació, es coneix amb el nom de Veda-Vyasa. Vint-i-vuit vegades els Vedes han estat organitzats pels grans Rishis al Vaivasvata Manvantara […] i, en conseqüència, vint i vuit Vyasa han mort; per qui, en els respectius períodes, el Veda ha estat dividit en quatre. La primera... distribució la va fer el mateix Svayambhu (Brama); en el segon, l'arranjador del Veda (Vyasa) era Prajapati […] (i així fins a vint-i-vuit). | » |

Segons el Vixnú Purana, Aswatthama, el fill de Drona, es convertirà en el proper savi (Vyasa) i dividirà el Veda al 29è Maha Yuga del 7è Manvantara.

## Textos atribuïts

### ElMahabharata

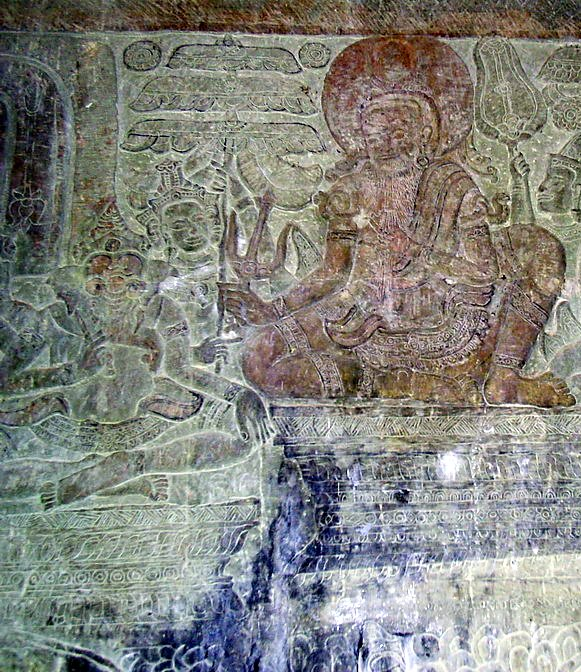
Vyasa narrant el Mahabharata a Ganeixa, el seu escriba, Angkor Vat.

Vyasa és considerat tradicionalment com el cronista d'aquesta èpica i també apareix com un personatge important a Mahābhārata. La primera secció del Mahābhārata afirma que va ser Ganeixa qui va escriure el text al dictat de Vyasa,  però això és considerat pels estudiosos com una interpolació posterior a l'èpica i aquesta part de la història també està exclosa a la «Edició crítica» del Mahabharata.
Els cinc germans Pandava de la línia júnior de la casa reial Kuru són els màxims vencedors, per tant, els herois culturals de l'Índia, la relació de Vyasa amb els guanyadors en aquesta Guerra de parentiu entre cosí contra cosí és com el cronista que va engendrar el pare dels vencedors. Aquests cinc protagonistes són els fills substituts de Pandu, engendrats per uns quants déus en nom d'aquest rei Kuru que el mateix Vyasa va engendrar «sota la pràctica de Niyoga» en lloc d'un germà gran que va morir sense hereus, a instàncies de la seva mare Satyavati. Vyasa també va engendrar el pare dels vençuts, sens dubte va ser el cirurgià que va posar en incubació els centenars de germans dels cosins antagonistes, i com que només es diu que van ser engendrats per una gracia que va conferir a la seva mare, hi ha alguna possibilitat que també ho sigui el seu pare biològic. Per tant, l'autoria de Vyasa del Mahabharata és a través de la biografia de la seva pròpia família, inclosos els seus adoptats. Aquesta va ser la lluita entre els seus propis néts d'ofici. I és després de produir aquest smiriti Mahabharata, suposadament històric, així com de «compilar» l'escriptura sruti essencial dels Vedes que «Vyasa» es va afegir com a epítet i després va eclipsar els seus dos noms de naixement, Krixna i Dvaipayana, mentre que la seva creació smiriti. es va convertir en un cànon el nom territorial del qual, basant-se en un o dos noms personals de governants llegendaris, inclosos en el text de la saga, encara subjau a la forma oficial moderna del sànscrit a l'hindi, Bhārat Gaṇarājya, en els noms de l'Índia a través de la seva constitució actual.
El Jaya de Vyasa (literalment, «victòria»), el nucli del Mahabharata, és un diàleg entre Dhritaraxtra (el rei Kuru i el pare dels Kauravas, que es va oposar als Pandaves a la Guerra de Kurukxetra) i Sanjaya, el seu assessor i auriga. Sanjaya narra els detalls de la Guerra de Kurukxetra, lluitada en divuit dies, cronològicament. Dhritaraxtra de vegades fa preguntes i expressa dubtes, de vegades es lamenta, tement la destrucció que la guerra suposaria per a la seva família, amics i familiars.
El Bhagavad Gita, sànscrit, La cançó de Déu, es troba al Bhixma Parva, que és els capítols 23–40 del llibre 6 del Mahabharata. El Gita, datat a la segona meitat del primer mil·lenni aC, és per dret propi un dels diàlegs filosòfico-religiosos més influents, produint nombrosos comentaris i un públic global. Igual que el «Jaya», també és un diàleg, en el qual la vacil·lació del príncep Pandava Arjuna per atacar els seus cosins és aconsellada des de «la perspectiva dels déus» pel seu auriga, que es revela com un avatar de Krixna. El 1981, Larson va declarar que «una llista completa de traduccions de Gita i una bibliografia secundària relacionada seria gairebé infinita». El Bhagavad Gita ha estat molt elogiat, no només per destacats indis com Mohandas Gandhi i Sarvepalli Radhakrixnan, sinó també per Aldous Huxley, Henry David Thoreau, J. Robert Oppenheimer, Ralph Waldo Emerson, Carl Jung, Herman Hesse., i Bülent Ecevit.
Al Mahabharata, es donen llistes grans i elaborades, que descriuen centenars de regnes, tribus, províncies, ciutats, pobles, pobles, rius, muntanyes, boscos, etc. del (antic) subcontinent indi (Bhārata Varxa). A més, ofereix descripcions de les formacions militars adoptades per cada bàndol cada dia, la mort d'herois individuals i els detalls de les races de guerra. Divuit capítols del Jaya de Vyasa constitueixen el Bhagavad Gita, un text sagrat de l'hinduisme. El Jaya tracta temes diversos, com ara la geografia, la història, la guerra, la religió i la moral.
Vaixampayana explica a Janamejaya els 100.000 versos de l'obra Mahabharata de Vyasa. Està estructurat com una narració d’Ugrasrava de cognom Sauti, un narrador professional, a una assemblea de rixis que, al bosc de Naimixa, acabaven d'anar al sacrifici de 12 anys conegut com Saunaka, de cognom Kulapati. Amb 100.000 versos, el Mahabharata és el poema èpic més llarg mai escrit.

### Altres textos atribuïts

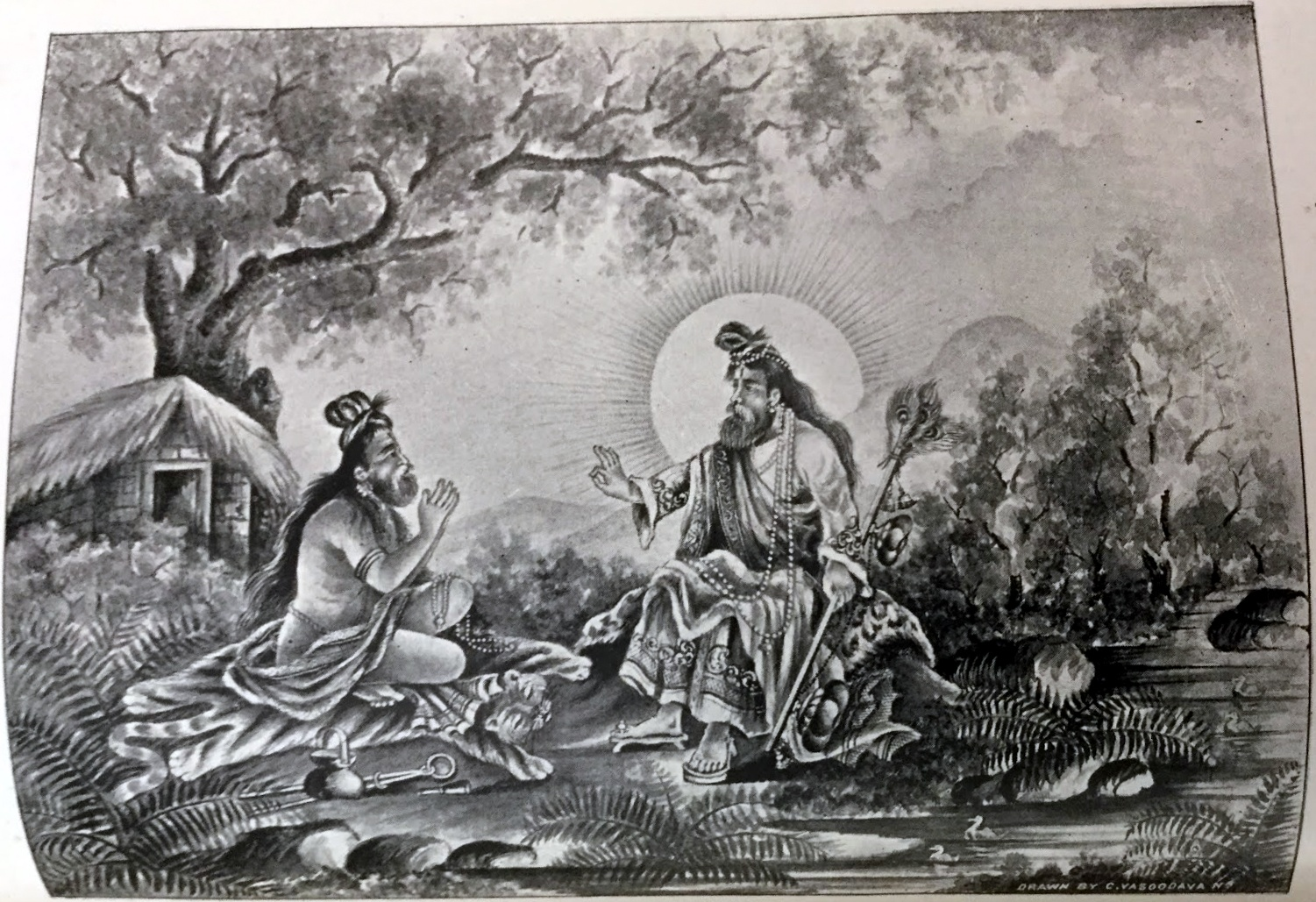
Narada coneix a Vyasa

#### Puranes
A Vyasa també se li atribueix l'escriptura dels divuit Purāṇes principals, que són obres de la literatura índia que cobreixen una gamma enciclopèdica de temes que cobreixen diverses escriptures. Va narrar el Devi-Bhagavata Purana al fill de Parikxit, Janamejaya.

#### Brama Sutras
Els Brama Sutras, un dels textos fonamentals del Vedanta, està escrit per Badarayana també conegut com Veda Vyasa. Badarayana també s'anomena Vyasa, que literalment significa «el que organitza».

#### Srimad Bhagavatam
Aquest Srimad-Bhagavatam és l'encarnació literària de Déu, i està compilat per Srila Vyasadeva, l'encarnació de Déu. Està pensat per al bé màxim de totes les persones, i és tot un èxit, tot ple de felicitat i tot perfecte.
| «                                                   | Aquest Srimad-Bhagavatam és l'encarnació literària de Déu, i està compilat per Srila Vyasadeva, l'encarnació de Déu. Està pensat per al bé màxim de totes les persones, i és tot un èxit, tot feliç i perfecte. | » |
| — Srimad Bhavagatam First Canto, Capítol 3, Vers 40 | |   |

## AlMahabharata

### Naixement
Durant la seva joventut, Satyavati era un pescador del clan Kaivartta que solia fer transportar gent a través del riu per ajudar el seu pare. Un dia, va ajudar a Parashara a travessar el riu Yamuna. Estava encantat per la seva bellesa i volia un hereu d'ella. Inicialment, Satyavati no va estar d'acord, dient que si els altres els veurien, llavors la seva puresa seria qüestionada. Parashara va crear un lloc secret entre els arbustos d'una illa propera i una manta de boira espessa. Va concebre i de seguida va donar a llum un fill. Parashara el va anomenar Krishna Dvaipayana, fent referència a la seva pell fosca i al seu lloc de naixement. Dvaipayana es va convertir en adult i va prometre a la seva mare que vindria a ella quan fos necessari. Parashara va restaurar la virginitat de Satyavati, li va regalar una olor encantadora i va marxar amb el seu fill. Satyavati va mantenir aquest incident en secret, sense dir-li ni tan sols al rei Shantanu amb qui es va casar més tard.

### Niyogai naixement dels fills de Vitxitravirya
Xantanu i Satyavati van tenir dos fills, anomenats Chitrāngada i Vitxitravirya. Tots dos van morir aviat sense deixar un hereu, però Vitxitravirya va tenir dues dones: Ambika i Ambalika. Una Satyavati vídua va demanar inicialment al seu fillastre, Bhixma, que es casés amb les dues reines, però ell es va negar, citant el seu vot de celibat. Satyavati va revelar el seu passat secret i li va demanar que portés el seu primogènit per embarassar les vídues sota una tradició anomenada Niyoga. En aquest moment, Vyasa havia compilat els Vedes.
Sage Vyasa estava descuidada a causa dels mesos de meditació al bosc. Per tant, en veure'l, Ambika, que estava bastant espantada, va tancar els ulls, i el seu fill, Dhritaraxtra, va néixer cec. L'altra reina, Ambalika, es va posar pàl·lida en conèixer Vyasa, cosa que va fer que el seu fill, Pandu, naixés pàl·lid. Alarmat, Satyavati va demanar que Vyasa es trobés amb Ambika de nou i li atorgués un altre fill. Ambika, en canvi, va enviar la seva criada a conèixer Vyasa. La minyona obligada era tranquil·la i composta; va tenir un fill sa que més tard es va anomenar Vidura.

### Connexió amb els Pandaves i Kauraves
Quan els fills de Vixitravirya van créixer, Bhixma els va casar amb dones diferents. Dhritaraxtra estava casada amb Gandhari, princesa de Gandhara. Pandu es va casar amb Kunti i Madri. Pandu va abandonar el regne, deixant Dhritaraxtra com a rei en funcions. Gandhari, durant la seva adolescència, va rebre una benvinguda per tenir un centenar de fills, però el seu embaràs va trigar un llarg període. Després de dos anys d'embaràs, Gandhari va avortar el seu fetus en desenvolupament, donant a llum una massa dura que semblava una bola de ferro. Vyasa va arribar al regne i, utilitzant els seus coneixements, va demanar dividir la massa en cent-una peces i posar-les en pots per a la incubació. Després d'un any, van néixer 101 nadons. Mentrestant, les dones de Pandu, Kunti i Madri, van ser beneïdes amb tres i dos fills respectivament.
Mentre tothom es va alegrar amb la notícia del naixement dels Pandavas i Kauravas, la misèria va tenir lloc al bosc. Pandu, que va ser maleït, va morir a causa del seu intent de fer l'amor amb Madri. Kunti i els Pandaves van tornar a Hastinapur. Vyasa, sentint pena pel destí de la seva mare, li va demanar que abandonés el regne i anés amb ell a viure una vida tranquil·la. Satyavati, juntament amb les seves dues nores, van anar al bosc.

## Deixebles
Vyasa va tenir un fill anomenat Xuka, que va ser el seu successor espiritual i hereu. Segons Skanda Purana, Vyasa es va casar amb Vatikā, àlies Pinjalā, que era filla d'un savi anomenat Jābāli. Es descriu que la unió de Vyasa amb ella va produir el seu hereu, que va repetir tot el que va escoltar, rebent així el nom de Xuka (lit. Lloro). Altres textos inclòs el Devi Bhagavata Purana també narren el naixement de Shuka però amb diferències dràstiques. Vyasa desitjava un hereu, quan una apsara (domisella celeste) anomenada Ghritaxi va volar davant seu en forma d'un bell lloro, provocant-li una excitació sexual. Allibera el seu semen, que va caure sobre uns pals i es va desenvolupar un fill. Aquesta vegada, va rebre el nom de Xuka pel paper del lloro celeste. Xuka apareix ocasionalment a la història com a guia espiritual dels joves prínceps Kuru.
A més del seu hereu, Vyasa va tenir altres quatre deixebles: Paila, Jaimini, Vaixampayana i Sumantu. A cadascun d'ells se li va donar la responsabilitat de difondre un dels quatre Vedes. Paila va ser l'encarregat de Rigveda, Jaimini del Samaveda, Vaixampayana del Yajurveda i Sumantu d’Atharvaveda.
Vyasa també s'esmenta al Xankara Digvijaya. S'enfronta a Adi Xankara, que ha escrit un comentari sobre els Brama-Sutras, en forma d'un vell Bramana, i li demana una explicació del primer Sutra. Això es converteix en un debat entre Xankara i Vyasa que dura vuit dies. Reconeixent que el vell Brahmana és Vyasa, Xankara fa una reverència i canta un himne en la seva lloança. Aleshores, Vyasa inspecciona i aprova el comentari de Xankara sobre els Brama-Sutras. Adi Xankara, que se suposava que havia de morir al final dels seus setze anys, va expressar el seu desig de deixar el seu cos en presència de Vyasa. Vyasa el dissuadeix i el beneeix perquè pugui viure setze anys més per completar la seva obra.

## Festival
El festival de Guru Purnima està dedicat a Vyasa. També es coneix com Vyasa Purnima, el dia que es creu que va ser el seu naixement i quan va dividir els Vedes.